# Strongylocentrotus pallidus
Espèce
Strongylocentrotus pallidus est une espèce d'oursins de la famille des Strongylocentrotidae.

## Description

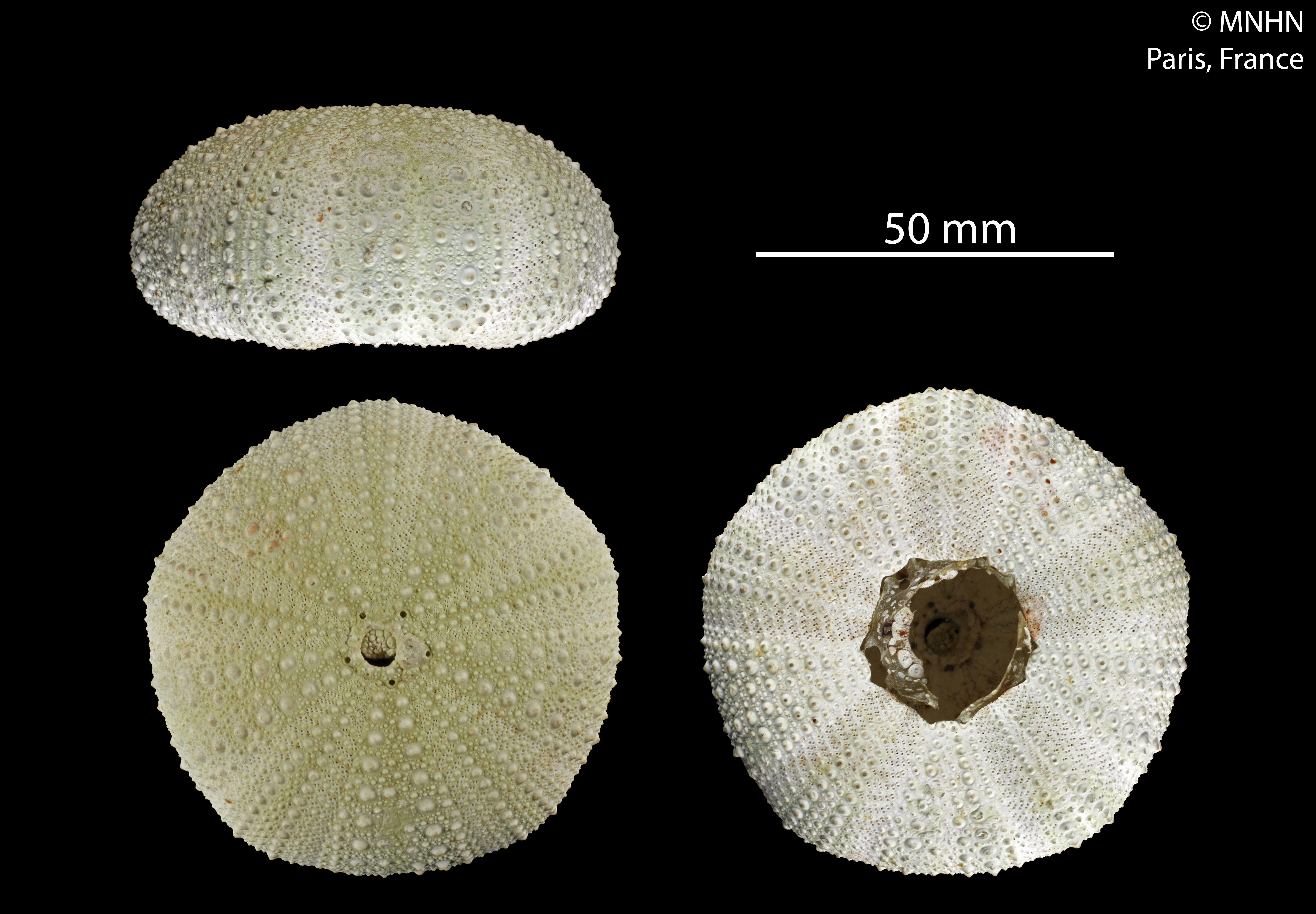
Test (MNHN)

Ce sont des oursins dits « réguliers », caractérisés par un test (coquille) sphérique, et des radioles (piquants) pâles plus ou moins teintées de verdâtre ou de jaunâtre, fines et courtes, et réparties sur tout le corps (mais légèrement clairsemées).
La bouche se situe au centre de la face inférieure (face « orale »), et l'anus à l'opposé, soit au sommet du test.
Il ressemble beaucoup à son cousin Strongylocentrotus droebachiensis, qui est généralement légèrement plus coloré (ses podia sont aussi plus sombres que ses radioles), et surtout beaucoup plus fréquent.

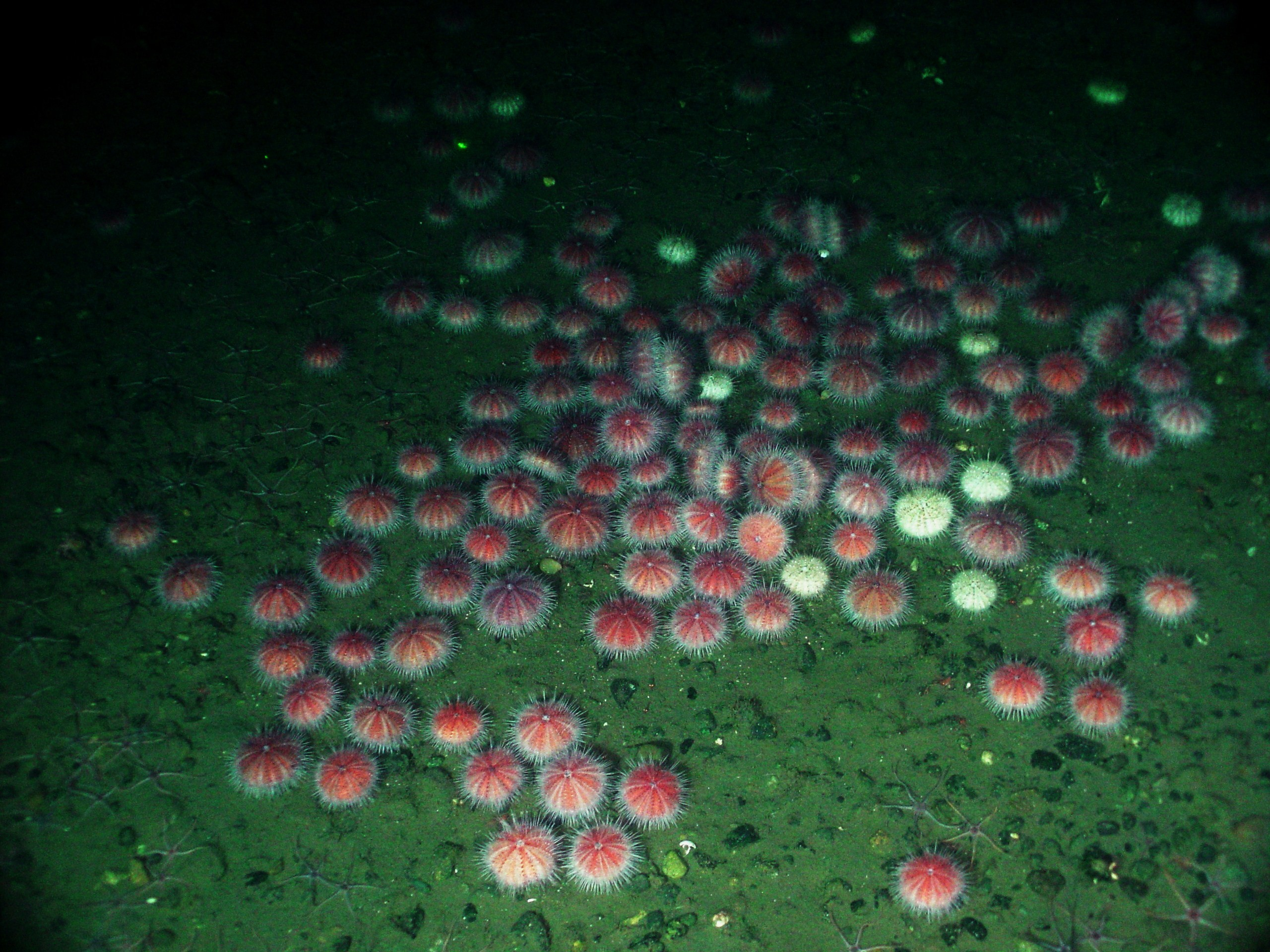
Strongylocentrotus pallidus (individus blancs), en agrégation avec leurs cousins Strongylocentrotus fragilis.

## Habitat et répartition
Cet oursin vit dans le Pacifique nord jusqu'en Arctique et en Atlantique septentrional, sur des fonds vaseux, détritiques et rocailleux, parfois à faible profondeur mais le plus souvent en-dessous de 30 m de profondeur, et jusqu'aux abysses à plus de 200 m de fond, au moins jusqu'à 1 600 m.

## Écologie et comportement
Cet oursin se nourrit d'algues dans la mesure du possible, mais quand il vit à plus grande profondeur il se contente de charognes et de détritus, ou d'invertébrés sessiles, avec un régime opportuniste très omnivore. Il se rencontre souvent en grands groupes, parfois avec d'autres espèces.

## Taxinomie
On sait encore peu de choses sur cette espèce, et même sa position phylogénétique n'est pas claire. Des études génétiques récentes suggèrent que les espèces Allocentrotus fragilis, Hemicentrotus pulcherrimus, Strongylocentrotus intermedius, Strongylocentrotus purpuratus, Strongylocentrotus pallidus et Strongylocentrotus droebachiensis feraient toutes partie d'un même clade monophylétique, redistribuant ainsi les cartes de ces espèces dans de nouveaux genres.